# Blåtjälarna (Bodums socken, Ångermanland, 710416-153156)
Blåtjälarna är en sjö i Strömsunds kommun i Ångermanland och ingår i Ångermanälvens huvudavrinningsområde. Sjön har en area på 0,0545 kvadratkilometer och ligger 250,7 meter över havet.

## Delavrinningsområde
Blåtjälarna ingår i det delavrinningsområde (710378-153131) som SMHI kallar för Mynnar i Bästselet. Medelhöjden är 254 meter över havet och ytan är 2,5 kvadratkilometer. Räknas de 11 avrinningsområdena uppströms in blir den ackumulerade arean 49,97 kvadratkilometer. Bäån som avvattnar avrinningsområdet har biflödesordning 4, vilket innebär att vattnet flödar genom totalt 4 vattendrag innan det når havet efter 181 kilometer. Avrinningsområdet består mestadels av skog (85 procent). Avrinningsområdet har 0,12 kvadratkilometer vattenytor vilket ger det en sjöprocent på 4,8 procent.